# Zane Waddell
Zane Waddell (Bloemfontein, 18 maart 1998) is een Zuid-Afrikaanse zwemmer.

## Carrière
Bij zijn internationale debuut, op de wereldkampioenschappen zwemmen 2017 in Boedapest, strandde Waddell in de series van zowel de 50 als de 100 meter vrije slag. Samen met Douglas Erasmus, Clayton Jimmie en Myles Brown werd hij uitgeschakeld in de series van de 4×100 meter vrije slag. Op de 4×100 meter vrije slag gemengd strandde hij samen met Douglas Erasmus, Erin Gallagher en Emma Chelius in de series.
Op de wereldkampioenschappen zwemmen 2019 in Gwangju werd de Zuid-Afrikaan wereldkampioen op de 50 meter rugslag.

## Internationale toernooien
| Jaar | Olympische Spelen | WK langebaan                                                                               | WK kortebaan  | PanPacs       | Gemenebestspelen |
| ---- | ----------------- | ------------------------------------------------------------------------------------------ | ------------- | ------------- | ---------------- |
| 2017 |                   | 45e 50m vrije slag 46e 100m vrije slag 12e 4×100m vrije slag 12e 4×100m vrije slag gemengd |               |               |                  |
| 2018 |                   |                                                                                            | geen deelname | geen deelname | geen deelname    |
| 2019 |                   | 50m rugslag                                                                                |               |               |                  |

## Persoonlijke records
Bijgewerkt tot en met 1 augustus 2019
Langebaan
| Afstand         | Tijd  | Datum             | Plaats    |
| --------------- | ----- | ----------------- | --------- |
| 50m vrije slag  | 22,85 | 10 september 2015 | Apia      |
| 100m vrije slag | 49,99 | 26 juli 2017      | Boedapest |
| 50m rugslag     | 24,43 | 28 juli 2019      | Gwangju   |
| 100m rugslag    | 53,87 | 5 juli 2019       | Napels    |